# 西島三重子
西島 三重子（にしじま みえこ、1950年8月17日 - ）は、日本の女性シンガーソングライター、作曲家。東京都中野区出身、静岡県御殿場市在住。1975年にデビュー。『池上線』のヒットで知られる。
絵本やエッセイの執筆も手がける。アオイスタジオ所属。血液型はO型。本名も同じ（デビュー当時）。和光大学デザイン科中退。身長153cm。B83cm、W60cm、H88cm（1976年2月）。

## 人物・経歴
1950年8月17日、東京都中野区の和光大学西武新宿線沿線に生まれる。実家は新井薬師近くの商店街で老舗の精肉商を営む。5人姉弟の三女。
小学校から短大まで、一貫教育で知られる東京都豊島区目白の私立女子校「川村学園」に通う。川村小学校、川村中学校・高等学校を経て、川村短期大学家政科を卒業し栄養士の資格を取得する。
なお、1977年6月25日のシングル『ジン・ライム』B面の曲は「目白通り」（同じく目白にある学習院出身の佐藤順英が作詞）、1979年10月25日発売のシングルは『千登勢橋』(モデルは目白通りに掛かる千登世橋、門谷憲二作詞）で、ともに川村学園のあった目白の街が登場する。
短大卒業後、子供の頃から好きだった絵を志して和光大学人文学部芸術学科に入学するが、後に中退する。
1974年、渋谷西武「チャオパルコ サウンドオーディション」に出場して優勝。ワーナー・パイオニア（現：ワーナーミュージック・ジャパン）のディレクターに認められる。オーディションではアマチュアグループ「カウンセラーズ」のボーカルとして自作曲「のんだくれ」を歌った。
1975年9月25日、ワーナー・パイオニアのエレクトラレーベルよりアルバム『風車』及びシングル『のんだくれ』でデビュー。

翌1976年4月25日に発売されたセカンド・シングル『池上線』（佐藤順英作詞）が極めて息の長いヒットとなり、自身の代表曲となった。
1981年、レコード会社をデビューから約5年間在籍していたワーナー・パイオニアからテイチクレコード（現：テイチクエンタテインメント）へ移籍。
また、2012年11月7日にはアンサーソングの『池上線ふたたび』（門谷憲二作詞）をリリースした。2015年9月16日には新バージョンとして「池上線ふたたび～New Version～」（門谷憲二作詞）と「池上線～New Version～」（佐藤順英作詞）をカップリングしたシングルを発売している。
2016年において、コンサートやライブ活動を精力的に行っており、2002年に発表した、子供の健やかな成長を祈る親の気持ちを歌った「おひさまのたね」は保育園や幼稚園、小学校、ママさんコーラスなどで愛唱され、当時は譜面や歌詞を無料配布していた。その後2016年12月7日にシングル『おひさまのたね』として自己の歌唱でリリースした。
2018年3月28日にはシングル『目黒川』を発売、ライブハウス「南青山MANDARA」で発売記念ライブを行った。代表作の「池上線」に続き、東急沿線の目黒川の風景を歌った曲となる。
24枚のオリジナルアルバムをリリース（ワーナー・パイオニアから5枚、テイチクレコードから6枚、東芝EMI〈現：ユニバーサルミュージックLLC〉から8枚、メディアリンクから3枚、アオイスタジオから1枚、ポニーキャニオンから1枚）。他にベストアルバムが多数、コンピレーションアルバム『Re-Cover』にも参加。
また作曲家としての楽曲提供も、五木ひろし「途中駅」、木の実ナナ「うぬぼれワルツ」をはじめ非常に多数。ラジオ・テレビ等への出演もラジオ関西『CRミュージックスペース558 ギャルギャルコーベ』、NHKラジオ『面白法律夜話』など多数。NHK『みんなのうた』「あいつのハンググライダー」も西島三重子作品である。
絵本『サンタさんのゆめ』（サンリオ、1990年）、『おやおや、まあくん』（サンリオ、1992年）、自伝風エッセイ『ヤクシ団欒物語』（有朋堂、1996年、ISBN 4-8422-0221-1）、『わすれもの』（愛育社、2007年）等も執筆。イラストレーターとしても活動する。

## 出演番組
- CRミュージックスペース558 ギャルギャルコーベ（ラジオ関西）

## 音楽

### シングル
| #            | 発売日          | A/B面    | タイトル                           | 作詞                | 作曲                        | 編曲         | 規格品番   |
| 1970年代     | 1970年代        | 1970年代 | 1970年代                           | 1970年代            | 1970年代                    | 1970年代     | 1970年代   |
| ------------ | --------------- | -------- | ---------------------------------- | ------------------- | --------------------------- | ------------ | ---------- |
| 1            | 1975年 9月25日  | A面      | のんだくれ                         | 佐藤順英            | 西島三重子                  | 馬飼野俊一   | L-1270E    |
| 1            | 1975年 9月25日  | B面      | 笹谷峠                             | 佐藤順英            | 西島三重子                  | 馬飼野俊一   | L-1270E    |
| 2            | 1976年 4月25日  | A面      | 池上線                             | 佐藤順英            | 西島三重子                  | 馬飼野俊一   | L-7E       |
| 2            | 1976年 4月25日  | B面      | ざわめきの外で                     | 佐藤順英            | 西島三重子                  | あかのたちお | L-7E       |
| 3            | 1977年 2月25日  | A面      | 1460日                             | 麻生香太郎          | 西島三重子                  | 林哲司       | L-67E      |
| 3            | 1977年 2月25日  | B面      | 星めぐり                           | 西島三重子          | 西島三重子                  | 林哲司       | L-67E      |
| 4            | 1977年 6月25日  | A面      | ジン・ライム                       | 佐藤順英            | 西島三重子                  | 渡辺俊幸     | L-95E      |
| 4            | 1977年 6月25日  | B面      | 目白通り                           | 佐藤順英            | 西島三重子                  | 惣領泰則     | L-95E      |
| 5            | 1978年 6月25日  | A面      | かもめより白い心で                 | 門谷憲二            | 西島三重子                  | 青木望       | L-225E     |
| 5            | 1978年 6月25日  | B面      | 口笛を吹かないで                   | 門谷憲二            | 西島三重子                  | 青木望       | L-225E     |
| 6            | 1978年 10月25日 | A面      | 想い出をふりかえらずに             | 竜真知子            | 西島三重子                  | 若草恵       | L-244E     |
| 6            | 1978年 10月25日 | B面      | 想い出づくり                       | 門谷憲二            | 西島三重子                  | 青木望       | L-244E     |
| 7            | 1979年 3月25日  | A面      | 黄昏の街でさよなら                 | 門谷憲二            | 西島三重子                  | 若草恵       | L-263E     |
| 7            | 1979年 3月25日  | B面      | 夕暮れの前に眠るな                 | 門谷憲二            | 西島三重子                  | 徳武弘文     | L-263E     |
| 8            | 1979年 10月25日 | A面      | 千登勢橋                           | 門谷憲二            | 西島三重子                  | 戸塚修       | L-320E     |
| 8            | 1979年 10月25日 | B面      | ラブ・ソング                       | 康珍化              | 西島三重子                  | 戸塚修       | L-320E     |
| 1980年代     |                 |          |                                    |                     |                             |              |            |
| 9            | 1980年 8月25日  | A面      | 愛の行先                           | 門谷憲二            | 西島三重子                  | 若草恵       | L-366E     |
| 9            | 1980年 8月25日  | B面      | 冬のかもめ                         | 康珍化              | 西島三重子                  | 戸塚修       | L-366E     |
| 10           | 1981年 1月25日  | A面      | あきらめてサンバ                   | 門谷憲二            | 西島三重子                  | 今泉敏郎     | CE-2       |
| 10           | 1981年 1月25日  | B面      | いらいらトワイライト               | 門谷憲二            | 西島三重子                  | 若草恵       | CE-2       |
| 11           | 1981年 5月25日  | A面      | Bye-Bye                            | 西島三重子 門谷憲二 | 西島三重子                  | 今泉敏郎     | CE-6       |
| 11           | 1981年 5月25日  | B面      | Lonely Girl                        | 西島三重子 門谷憲二 | 西島三重子                  | 今泉敏郎     | CE-6       |
| 12           | 1981年 8月5日   | A面      | 一瞬の夏                           | 門谷憲二            | 西島三重子                  | 星勝         | CE-9       |
| 12           | 1981年 8月5日   | B面      | One O'clock Rhapsody               | 門谷憲二            | 西島三重子                  | 今泉敏郎     | CE-9       |
| 13           | 1982年 1月25日  | A面      | 天体望遠鏡                         | 門谷憲二            | 西島三重子                  | 国吉良一     | CE-19      |
| 13           | 1982年 1月25日  | B面      | ローリング・ストーンズは来なかった | 門谷憲二            | 西島三重子                  | 井上鑑       | CE-19      |
| 14           | 1982年 5月25日  | A面      | 火曜日にベルギーで                 | 門谷憲二            | 西島三重子                  | 井上鑑       | CE-22      |
| 14           | 1982年 5月25日  | B面      | Attention Please                   | 門谷憲二            | 西島三重子                  | 井上鑑       | CE-22      |
| 15           | 1983年 6月21日  | A面      | 恋遊び                             | 松尾由紀夫          | 西島三重子                  | 井上鑑       | CE-31      |
| 15           | 1983年 6月21日  | B面      | Old Dancer                         | 平野肇              | 西島三重子                  | 井上鑑       | CE-31      |
| 16           | 1984年 12月1日  | A面      | 夕闇のふたり                       | 来生えつこ          | 来生たかお                  | 椎名和夫     | CE-48      |
| 16           | 1984年 12月1日  | B面      | 星のTapestry                       | 西島三重子          | 西島三重子                  | 井上鑑       | CE-48      |
| 17           | 1985年 10月21日 | A面      | 時計を見ないで                     | みなみらんぼう      | みなみらんぼう              | 石原慎二     | RHS-224    |
| 17           | 1985年 10月21日 | B面      | 時代川                             | みなみらんぼう      | 西島三重子                  | 石原慎二     | RHS-224    |
| 18           | 1986年 6月25日  | A面      | 流されて                           | 門谷憲二            | 西島三重子                  | 青木望       | ETP-178    |
| 18           | 1986年 6月25日  | B面      | 遠い遠い神々の国で                 | 平野肇              | 西島三重子                  | 服部克久     | ETP-178    |
| 19           | 1986年 9月3日   | A面      | 冬なぎ                             | 平野肇              | 西島三重子                  | 宮川泰       | ETP-17897  |
| 19           | 1986年 9月3日   | B面      | 冬のカルナバル                     | 大津あきら          | 西島三重子                  | 佐藤正美     | ETP-17897  |
| 20           | 1988年 2月25日  | A面      | カフェ・ニセ                       | 﨑南海子            | A.Reis M.Lisa               | 佐藤正美     | RT07-2066  |
| 20           | 1988年 2月25日  | B面      | TO・N・DE・KE                      | 﨑南海子            | H.Luis L.G.Escolar J.Seijas | チコ本間     | RT07-2066  |
| 1990年代     |                 |          |                                    |                     |                             |              |            |
| 21           | 1991年 11月13日 | 01       | かもめよりも遠くへ                 | 弥勒                | 西島三重子                  | 中村暢之     | TODT-2757  |
| 21           | 1991年 11月13日 | 02       | 少年の日の海                       | 藤公之介            | 西島三重子                  | 中村暢之     | TODT-2757  |
| 22           | 1998年 11月1日  | 01       | わたしが残していくもの             | 弥勒                | 小倉超                      | 小倉超       | MGDD-1001  |
| 22           | 1998年 11月1日  | 02       | AZAMI                              | 弥勒                | 西島三重子                  | 小倉超       | MGDD-1001  |
| 2010年代以降 |                 |          |                                    |                     |                             |              |            |
| 23           | 2012年 11月7日  | 01       | 池上線ふたたび                     | 門谷憲二            | 西島三重子                  | 平野融       | YZME-15016 |
| 23           | 2012年 11月7日  | 02       | 私のためのレクイエム               | 門谷憲二            | 西島三重子                  | 平野融       | YZME-15016 |
| 24           | 2013年 6月19日  | 01       | ありがとうふじさん                 | 西島三重子          | 西島三重子                  | 平野融       | YZME-15031 |
| 24           | 2013年 6月19日  | 02       | こころのふるさと〜富士山〜         | 西島三重子          | 西島三重子                  | 平野融       | YZME-15031 |
| 25           | 2015年 9月16日  | 01       | 池上線ふたたび〜New Version〜      | 門谷憲二            | 西島三重子                  | 川村栄二     | YZME-15100 |
| 25           | 2015年 9月16日  | 02       | 池上線〜New Version〜              | 佐藤順英            | 西島三重子                  | 川村栄二     | YZME-15100 |
| 26           | 2016年 12月7日  | 01       | おひさまのたね                     | 弥勒                | 西島三重子                  | 矢田部正     | YZME-15133 |
| 26           | 2016年 12月7日  | 02       | サイレント・デイズ                 | 児島由美            | 西島三重子                  | 矢田部正     | YZME-15133 |
| 27           | 2018年 3月28日  | 01       | 目黒川                             | 弥勒                | 西島三重子                  | 矢田部正     | YZME-15181 |
| 27           | 2018年 3月28日  | 02       | 時の扉をノックして                 | 弥勒                | 西島三重子                  | 矢田部正     | YZME-15181 |

### アルバム

#### 1975年 - 1980年代
1. 風車　1975年9月25日（ワーナー・パイオニア）（規格品番：L-8074E）
のんだくれ / 笹谷峠 / ざわめきの外で / わかれ模様 / 青葉の里 / 池上線 / こんなときこそ / 鬼無里の道 / ながさき / プロポーズ / 初雪 / 昨日よりごきげんでしたか
2. さめないうちに…　1977年4月25日（ワーナー・パイオニア）（規格品番：L-10071E）
メインテーマ / 1460日 / 目白通り / 双曲線 / 時の流れに / 朝顔（しののめぐさ） / ジン・ライム / 想い出話 / 喜劇通り / 星めぐり
3. かもめより白い心で…　1978年6月25日（ワーナー・パイオニア）（規格品番：L-10121E）
口笛を吹かないで / 想い出づくり / ラブレターというミュージカル / 花いちもんめ / 一文なしのジョニー / SERENADE（セレナーデ） / 花吹雪ひゅうひゅう / 紙ひこうき / スパゲティ・ラグタイム / 仮縫い / かもめより白い心で… / 想い出をふりかえらずに
4. 水色の季節の風　1979年4月25日（ワーナー・パイオニア）（規格品番：L-10145E）
白いプロローグ / 黄昏の街でさよなら /  シベールの日曜日 / 泣きたいほどの海 / マッチを擦れば / ミステリー / 夕暮れの前に眠るな / リルケの詩集 / 水色の季節の風
5. シルエット　1979年10月25日（ワーナー・パイオニア）
千登勢橋 / メランコリー・イエスタディ /  かげろう坂 / ラブ・ソング / 冬の鳥 /  びしょぬれワルツ / 愛に立ち止まって / ラストタンゴは一度だけ / いそしぎ / ミッドナイト・ララバイ
6. Bye-Bye　1981年1月25日（テイチク）- オリコンチャート最高35位[8]
Lonely Girl / Bye-Bye / 手をふればさよなら / いらいらトワイライト / Because / あきらめてサンバ / 面影通り / 愛に流されて / 旅立ちのセプテンバー / One O'clock Rhapsody
7. LOST HOUR　1981年11月25日（テイチク）- オリコンチャート最高58位[8]
天体望遠鏡 / Imagination Canvas / 渚を走るDolphin / Lost Hour / Once More / めざめ / 少年の風 / ローリング・ストーンズは来なかった / Evergreen（永遠に緑）
8. Image（イマージュ）　1982年5月25日（テイチク） - オリコンチャート最高50位[8]
午前0時のシンデレラ / 私に賭けなよ / ドゴール・パーク / 火曜日にベルギーで / Self-portrait / 猫 / SIESTA（真昼の夢） / サウスポー・ベースマン / Attention Please / Jealousy
9. soft-i　1983年（テイチク）
Again / 晩夏 / One Way Game / 少年の日 / 星のTapestry / 恋遊び / Morning Moon / Cosmic Dancin' / 五年目の夏 / やわらかなまなざし
10. こんなに遠くまで来てしまった　1984年4月21日（テイチク）
あきらめてサンバ / ローリング・ストーンズは来なかった / 天体望遠鏡 / 火曜日にベルギーで / 恋遊び / Morning Moon / Lonely Girl / 一瞬の夏 / Self-Portrait / 五年目の夏 / Evergreen（永遠に緑）
11. 寝物語　1986年6月4日（テイチク）
少年の日の海～洲の崎へ / かもめよりも遠くへ / 流されて / ノンシャラン / 陽ざかりの午後 / アデュー (Adieu ) / 浪漫一夜（ロマンひとよ） / サライ・サライ・サライ / 冬のカルナバル / 千年の涙 / ラストワルツ / ロマネスク / 海鳴り / 冬なぎ
12. ペルソナ（仮面）　1987年9月5日（東芝EMI）
カミュート / ある日恋の終わりが… / 抱きしめて / シェルブールの雨傘 / 風のささやき / メリーナ / 私は一人片隅で / 夢の中に君がいる / 別離 / ジェラシー / 愛はかぎりなく / 愛のコンチェルト
13. 想いのとどく日　1988年2月5日（東芝EMI）
涙の河に流しなさい / TO・N・DE・KE / おもかげ / カフェ・ニセ / アペーロ（雨の哀訴） / 君去りし夜 / 幸せの二分間 / カルナバルの朝 / サベルア / アマール・アマンド / ラ・ボエーム / 帰り来ぬ青春 / もう森へなんか行かない / 想いのとどく日

#### 1990年代以降
- SHADOW（シャドウ）　1994年11月30日（東芝EMI）
- つまんないものよ、私の心　1998年11月1日（メディアリング、規格品番：MGCD-1072、販売：ポリグラム）
つまんないものよ、私の心 / Don't disturb / AZAMI / シネマのように / 誰が私の夢の中にいたの? / やさしくなれる季節だから / 私はあなたを愛しています / わたしはどこへいくの? / サラベイ / あの頃はすべてが欲しくて / わたしが残していくもの / 池上線
- あの頃のこと…　2000年2月2日（メディアリング、規格品番：MGCD-1077、販売：ユニバーサルミュージック） - セルフカバーアルバム
うぬぼれワルツ / 来ないあいつ / 王様たちの夜 / 星空の恋人 / 悲しみよこんにちは / くわえ煙草 / 長崎物語 / 河は流れる / ペーパームーンに腰かけて / 折り返し悲しみ行き / 化石の部屋 / 地球よ廻れ
- 夢のあとさき　2002年3月21日（メディアリング、規格品番：MGCD-1088、販売：ユニバーサルミュージック）
DEAR MY FRIEND / 飛鳥坂 / 青春の扉 (ドア) / 三寒四温 / うたかた / あしたはとおせんぼ / 雨音のむこうに / 永遠の少年たち / スローなテンポで / おひさまのたね / 天体望遠鏡 (Live at 南青山MANDARA)[注釈 3] / 飛鳥坂 (オリジナルカラオケ)[注釈 3]
- Bon Courage～ボン・クラージュ～　2006年9月16日（アオイスタジオ、規格品番：aoi-0602）- デビュー30周年記念盤
青春のシュプレヒコール / 夢の足跡 / プレゼント～I'm proud of you～ / someday～あの頃の君へ～ / わたしの胸に帰りなさい / 風花 / マイ・ホームタウン / たんぽぽ / Bon Courage～が・ん・ば・れ～ / 星屑のララバイ / おひさまのたね ～GRAINS OF SOLEIL～ / 池上線 (30th Anniversary Version)
- 十三夜　2009年03月18日（ポニーキャニオン、規格品番：PCCA-2882）
池上線 / わが胸の底の湖 / 三寒四温 / 午前0時のシンデレラ / うぬぼれワルツ / 凄春いろは草紙 / 飛鳥坂 / Don't disturb / ラブ・ソング / 河は流れる / SHADOW / そうよSMILE AGAIN / たとえば愛が

### 音源未発売
- 「あいつのハンググライダー」（NHK『みんなのうた』 1987年6月‐7月）

### 参加楽曲
| 発売日        | 商品名   | 歌         | 楽曲       | 備考                               |
| ------------- | -------- | ---------- | ---------- | ---------------------------------- |
| 2004年5月25日 | Re Cover | 西島三重子 | 「雪の華」 | カバーコンピレーション・アルバム。 |

### タイアップ曲
| 年     | 楽曲                   | タイアップ                                              |
| ------ | ---------------------- | ------------------------------------------------------- |
| 1978年 | 想い出をふりかえらずに | テレビ朝日系テレビドラマ「みずきの花匂うとき」主題歌    |
| 1978年 | 夕暮れの前に眠るな     | TBS系テレビドラマ「薔薇海峡」挿入歌                     |
| 1979年 | ラブ・ソング           | TBS系クイズ番組「クイズ列車出発進行」エンディングテーマ |
| 1980年 | 愛の行先               | TBS系テレビドラマ「ダンプかあちゃん」主題歌             |
| 1981年 | 一瞬の夏               | フジテレビ系テレビドラマ「一死、大罪を謝す」主題歌      |
| 1986年 | 冬なぎ                 | 松竹映画「離婚しない女」主題歌                          |

## 提供曲
すべて作曲のみ。
- 石川ひとみ「あざやかな微笑」「冬のかもめ」「にわか雨」「あなたの天使」
- 五木ひろし「途中駅」
- 柏原芳恵「目覚めると…」「銀河鉄道」
- 木の実ナナ「うぬぼれワルツ」
- 小柳ルミ子「雪の花」「朝7時、空港にて」「朝顔（しののめ草）」
- 子門真人「にが虫おじさん」
- 高見知佳「ミスター・レイン」「セザンヌの絵」「仮縫い」「少しはわたしを好きでしたか」
- 中村雅俊
  - アルバム「Shy Guy Masatoshi」・・・「恋人よおやすみ」「こんな悲しい夜には」の2曲
- 三浦浩一「まぶしすぎる朝に」
- 水森かおり「飛鳥坂」
- 沢田聖子
  - アルバム「卒業」・・・「輝く風のように」「星空の恋人」
  - アルバム「流れる季節の中で」・・・「渚でアプローチ」「ラスト・バケイション」「何度恋しても…」
  - アルバム「風の予感」・・・「アスファルトの上の砂」